# Jessi
Jessi (hangeul: 제시; aussi connue sous le nom de Jessica H.O) est née le 17 décembre 1988. 
Jessi est une chanteuse et rappeuse d'origine coréano-américaine, et membre du trio hip-hop Lucky J signé sous YMC Entertainment. Le 25 janvier 2019, elle rejoint l’agence P NATION et en devient donc la première artiste. Née à New York, elle a été élevée dans le New Jersey, et a déménagé en Corée du Sud à l'âge de 15 ans.

## Carrière
En 2003, Jessica H.O a auditionné avec succès chez Doremi Media, et a déménagé en Corée du Sud à 15 ans. Elle a sorti son premier album single Get Up en 2005, interprétant la chanson-titre au Music Bank. En 2006, le groupe hip-hop Uptown la fait figurer sur son album Testimony, remplaçant leur chanteuse originale Yoon Mi-rae. Son deuxième album single, intitulé The Rebirth, est sorti en janvier 2009. Après cette sortie, elle a effectué une pause loin de la musique et a quitté la Corée pour retourner aux États-Unis.
En 2014, après un hiatus de cinq ans, Jessi revient en tant que membre du trio hip-hop Lucky J avec le rappeur J’Kyun et le chanteur J-Yo. Lucky J a débuté avec le single digital Can You Hear Me sous YMC Entertainment en juillet 2014. Un mois après leurs débuts, Lucky J a fait une apparition dans Immortal Songs 2, une compétition musicale télévisée diffusée sur Mnet. Le 31 décembre, Jessi a interprété un couplet de rap pour une collaboration en live avec sa camarade de label Ailee et Hyolyn de Sistar. Le trio a présenté la chanson hit Bang Bang aux MBC Gayo Daejejeon.
De janvier à mars 2015, Jessi a participé à la première saison d'Unpretty Rapstar, un spin-off du programme Show Me the Money. Unpretty Rapstar est une compétition féminine de rap, où les participantes se font face pour figurer sur des morceaux dans un album compilation. Le public élit Jessi à la deuxième place de la compétition. Après son apparition dans Unpretty Rapstar, Jessi a figuré sur le single "Whos Your Mama? de JYP. Le morceau et le vidéoclip, dans lesquels figure Jessi, sont sortis en avril 2015. Tout au long de 2015, Jessi est apparue en tant qu'invitée dans de nombreuses émissions de variété, dont Running Man et Happy Together,. Elle a sorti son premier single solo de rap Sseunni le 15 septembre. La première performance live de Jessi aux États-Unis a eu lieu le 16 octobre au Belasco Theater à Los Angeles, avec en première partie le duo hip-hop Mighty Mouth. Lorsque Unpretty Rapstar 2 a été diffusé, Jessi est apparue au cours de plusieurs épisodes en tant que mentor. Elle et Cheetah, la gagnante de la saison précédente, ont figuré sur les morceaux d'Unpretty Rapstar 2, produits par Verbal Jint. En décembre 2015, Jessi a interprété Sseunni aux Mnet Asian Music Awards.

## Vie privée
Jessi est allée au même lycée que Tiffany des Girls' Generation. L'ex membre des CSJH The Grace mais actuelle chanteuse solo Stephanie Kim est aussi allée à la même école. Jessi a passé avec succès l'audition de SM Entertainment, qui est le label de Tiffany et Stephanie. Cependant, elle a choisi de ne pas rejoindre ce label, trouvant que leur approche de la musique ne correspondait pas à son style. Avant que Jessi ne parte en hiatus temporaire, elle a eu du mal à s'accoutumer à la culture coréenne. Elle n'a pas rencontré un succès immédiat, et a parfois été contrainte de dormir dans des saunas lorsqu'elle n'avait pas assez d'argent pour avoir une chambre.
En 2013, durant sa pause, une controverse à propos de l'implication de Jessi dans une prétendue agression a fait surface. La victime présumée a rapidement abandonné les charges contre la chanteuse, et l'enquête a été close.
Jessi est une amie proche de Tiffany des Girls' Generation. Les deux sont apparues sur de nombreuses émissions ensemble, dont la téléréalité Sister's Slam Dunk et deux épisodes de l'émission de mode de Tiffany, Heart a Tag,. Elle est aussi amie avec la chanteuse et ex-membre de 4Minute Hyuna, Hyolyn de Sistar, Hongki de F. T. Island et Jackson de Got7,.

## Discographie

### Albums single
| Titre    | Date de sortie    | Langue          | Label             | Format             | Ventes       |
| -------- | ----------------- | --------------- | ----------------- | ------------------ | ------------ |
| "Get Up" | 1er décembre 2005 | Anglais, coréen | Doremi Records    | CD, téléchargement | - COR: 1,926 |
| Un2verse | 13 juillet 2017   | Anglais, coréen | YMC Entertainment | CD, téléchargement |              |
| NUNA     | 30 juillet 2020   | Anglais, coréen | P-Nation          | Téléchargement     |              |

### Singles
| Titre                                     | Année | Meilleure position | Ventes        | Album             |
| Titre                                     | Année | COR                | Ventes        | Album             |
| ----------------------------------------- | ----- | ------------------ | ------------- | ----------------- |
| "Life Is Good" (인생은 즐거워)            | 2009  | —                  |               | single sans album |
| "I Want To Be Me" (나이고 싶어)           | 2015  | 31                 |               | single sans album |
| "Ssenunni" (쎈언니)                       | 2015  | 29                 | COR: 140,783+ | single sans album |
| "Raise Your Heels" (뒷꿈치 들어) ft. Dok2 | 2015  | —                  |               | single sans album |
| "Excessive Love" (살찐 사랑)              | 2016  | 65                 | COR: 33,087+  | single sans album |
| "Don't Make Me Cry" (울리지마)            | 2017  | à venir            | à venir       | single sans album |
| "Nunu Nana"                               | 2020  | 2                  | —             | single sans album |
| "What Type Of X"                          | 2021  | 38                 | —             | single sans album |
| "Zoom"                                    | 2022  | 12                 | —             | single sans album |
| "Gum"                                     | 2023  | —                  | —             | —                 |

### Bandes-son et performances solo/en groupe
| Année | Chanson                   | Durée | Artiste                                |
| ----- | ------------------------- | ----- | -------------------------------------- |
| 2014  | Can You Hear Me           | 3:21  | Lucky J                                |
| 2014  | How much is your love     | 3:14  | Wheesung & Bumkey                      |
| 2014  | No No No                  | 3:22  | Pharoh ft. Jessi                       |
| 2015  | My Type                   | 3:17  | Kangnam, Cheetah & Jessi               |
| 2015  | Unpretty Dreams           | 3:17  | Jessi                                  |
| 2015  | Who's Your Mama?          | 3:48  | Park Jin-young ft. Jessi               |
| 2015  | I Want To Be Me           | 3:26  | Jessi                                  |
| 2015  | Ssenunni                  | 2:55  | Jessi                                  |
| 2015  | Just Like You             | 3:32  | Primary ft. Jessi                      |
| 2015  | Me, Myself & I            | 3:15  | Heize ft. Wheesung & Jessi             |
| 2016  | No Love                   | 3:38  | Lucky J                                |
| 2016  | Excessive Love            | 3:57  | Jessi                                  |
| 2016  | Kwaejina Ching Ching Nane | 3:40  | Jessi, Kim Young Im, & Crispi Crunch   |
| 2016  | Never Enough              | 4:01  | Double K ft. Jessi                     |
| 2016  | Hangover                  | 3:13  | Baechigi ft. Jessi                     |
| 2016  | Shut Up                   | 3:12  | Unnies                                 |
| 2016  | Crazy Guy                 | 3:12  | #GUN ft. Jessi                         |
| 2016  | Talkin Bout               | 2:52  | Microdot ft. Jessi                     |
| 2016  | My Romeo                  | 4:08  | Jessi                                  |
| 2016  | We Are Young              | 3:44  | G2 ft. Jessi                           |
| 2016  | K.B.B                     | 4:19  | Jessi, Microdot, Dumbfounded & Lyricks |
| 2017  | Don't Make Me Cry         | 3:14  | Jessi                                  |
| 2020  | Don't touch me            | 3:55  | Refund Sisters (en)                    |

## Filmographie

### Émissions et téléréalités
| Année | Titre                               | Chaîne     | Épisode           | Notes                                            |
| ----- | ----------------------------------- | ---------- | ----------------- | ------------------------------------------------ |
| 2013  | Immortal Songs 2                    | KBS        |                   | avec Wheesung                                    |
| 2014  | Immortal Songs 2                    | KBS        |                   | Invitée avec Lucky J                             |
| 2014  | Singer Game                         | Mnet       | Episode 1         | Invitée avec Lucky J                             |
| 2015  | Unpretty Rapstar                    | Mnet       | Tous              | Participante                                     |
| 2015  | I Am a Singer                       | MBC        |                   | Invitée avec Wheesung                            |
| 2015  | Taxi                                | TVN        |                   | Invitée avec Cheetah et Yuk Jidam                |
| 2015  | Happy Together                      | KBS        | Episode 392       | Invitée                                          |
| 2015  | You Hee-yeol's Sketchbook           | KBS        |                   | Invitée avec JYP                                 |
| 2015  | SNL Korea                           | TVN        |                   | Invitée                                          |
| 2015  | Running Man                         | SBS        | Episodes 244, 252 | Invitée                                          |
| 2015  | My Little Television                | MBC        | Episodes 3, 4     | Invitée avec San E                               |
| 2015  | Hello Counselor                     | KBS        | Episode 223       | Invitée                                          |
| 2015  | Heart A Tag                         | Mnet       | Episodes 1, 2     | Invitée                                          |
| 2015  | One Night of TV Entertainment       | SBS        |                   | Invitée                                          |
| 2015  | World Changing Quiz                 | MBC        | Episode 297       | Invitée                                          |
| 2015  | Immortal Songs 2                    | Mnet       |                   | Invitée avec Yuk Jidam                           |
| 2015  | You Hee-yeol's Sketchbook           | KBS        | Episode 283       | Invitée avec Cheetah                             |
| 2015  | Real Men 3                          | MBC        |                   | Membre du casting                                |
| 2015  | After School Club                   | Arirang TV | Episodes 142, 178 | Invitée                                          |
| 2015  | King of Mask Singer                 | MBC        | Episode 35        | Participante (avec le nom de scène "Miss Korea") |
| 2015  | Radio Star                          | MBC        |                   | Invitée avec Jackson Wang, Lena Park et Cao Lu   |
| 2015  | Healing Camp                        | SBS        | Episode 215       | Invitée                                          |
| 2015  | You Hee-yeol's Sketchbook           | KBS        |                   | Invitée                                          |
| 2015  | Two Yoo Project Sugar Man           | JTBC       | Episode 2         | avec J'Kyun                                      |
| 2015  | Show Me the Money 4                 | Mnet       | Episode 9         | En featuring                                     |
| 2016  | Same Bed, Different Dreams          | SBS        | Episode 39        | Invitée                                          |
| 2016  | Please Take Care of My Refrigerator | JTBC       | Episodes 70, 71   | Invitée avec Hyuna                               |
| 2016  | I Live Alone                        | MBC        | Episode 147       | Invitée avec Han Chae-ah                         |
| 2016  | Dear Future Diary                   | MBC        | Episode 1         | Invitée                                          |
| 2016  | Sister's Slam Dunk                  | KBS2       | Tous              | Membre du casting                                |
| 2016  | After School Club                   | Arirang TV | Episode 211       | Invitée                                          |
| 2016  | Duet Song Festival                  | MBC        | Episodes 1, 2     | Participante avec Kim Seok-goo                   |
| 2016  | Two Yoo Project Sugar Man           | JTBC       | Episode 28        | avec Hanhae                                      |
| 2016  | Knowing Bros                        | JTBC       | Episode 31        | Invitée avec Seo In-young et Kim Jong-min        |
| 2016  | I Can See Your Voice 3              | Mnet       | Episode 6         | Invitée                                          |
| 2016  | Happy Together                      | KBS        | Episode 464       | Invitée                                          |
| 2016  | Show Me the Money 5                 | Mnet       | Episode 9         | En featuring                                     |